# Шерлок (ТВ серија)
Шерлок (енгл. Sherlock) британска је криминалистичка ТВ серија која представља савремену адаптацију детективских прича о Шерлоку Холмсу, аутора сера Артура Конана Дојла. Аутори серије су Стивен Мофат и Марк Гејтис. Шерлока Холмса глуми Бенедикт Камбербач, а др Џона Вотсона Мартин Фриман. Снимљено је тринаест епизода, прве три су приказане 2010. Друга сезона је емитована 2012, трећа почетком 2014, а четврта сезона 2017. године. Трећа сезона је постала Би-Би-Си-јев најгледанији драмски серијал од 2001. Компанија Hartswood Films продуцира серију за Би-Би-Си, а продуцира је с WGBH-TV за њихову ТВ антологију Masterpiece на америчком каналу Си-Би-Ес. Серија се углавном снима у Кардифу, Велс. За кадрове у екстеријеру Холмсовог и Вотсоновог стана у улици Бејкер 221б, користи се улица North Gower у Лондону.
Одазив критичара углавном је био позитиван, те многе рецензије похваљују квалитет сценарија, глумачку поставу и режију. Шерлок је номинован за разне награде укључујући БАФТА, Еми и Златни глобус, освојивши неколико у различитим категоријама. Серија је највише награда освојила на 66. додјели Емија, освојивши награде за најбољи сценарио мини-серије, филма или драмском дјела (уручена Мофату), најбољег главног глумца у мини-серији или филму (уручена Камбербачу) и најбољег споредног глумца у мини-серији или ТВ филму (уручена Фриману). Серија је такође освојила и награду Пибоди 2011.
Сав серијал је објављен на DVD-у и Блу-реј-у уз нека оригинална издања Дојлових књига, као и албумом с музиком из серије коју су компоновали Дејвид Арнолд и Мајкл Прајс. У јануару 2013, серија је покренула властиту мобилну апликацију под називом Sherlock: The Network (срп. Шерлок: Мрежа).

## Премиса
Серија Шерлок говори о „савјетодавном детективу” Шерлоку Холмсу (Бенедикт Камбербач) са радњом смјештеном у данашњем Лондону. Холмсов помоћник је др Џон Вотсон (Мартин Фриман) који се вратио из војне службе у Авганистану гдје је радио као љекар. Иако инспектор Лестрад (Руперт Грејвс) у почетку сумња у Холмса као и остатак његовог тима, Холмсова их интелигенција и моћи запажања убрзо увјере да је Холмс важан у рјешавању разних случајева. Холмс убрзо нерадно постаје славна личност, дјелимично због Вотсоновог блога на којем је документовао разне случајеве на којима су радили. Новинари убрзо почињу радити репортаже о Холмсовим случајевима, као и његовом чудном начину живота. Од Шерлока помоћ траже и обични људи, а понекад и британска влада.
Иако се у серији приказују разни злочини и злочинци, Шерлоков сукоб са вјечним непријатељом Џимом Моријартијем (Ендру Скот) догађај је који се често понавља у серији. Патологиња из болнице св. Бартоломеја, Моли Хупер (Луиз Брили), Холмсу понекад помаже око случајева. У остатак глумачке поставе спадају Ума Стабс која тумачи улогу Холмсове и Вотсонове газдарице гђе Хадсон и ко-креатор серије Марк Гејтис који тумачи Холмсова старијег брата Мајкрофта.

## Епизоде
| Сезоне | Сезоне   | Епизоде  | Оригинално емитовање | Оригинално емитовање |
| Сезоне | Сезоне   | Епизоде  | Почетак емитовања    | Крај емитовања       |
| ------ | -------- | -------- | -------------------- | -------------------- |
|        | 1        | 3        | 25. јул 2010.        | 8. август 2010.      |
|        | 2        | 3        | 1. јануар 2012.      | 15. јануар 2012.     |
|        | 3        | 3        | 1. јануар 2014.      | 12. јануар 2014.     |
|        | Специјал | Специјал | 1. јануар 2016.      | 1. јануар 2016.      |
|        | 4        | 3        | 1. јануар 2017.      | 15. јануар 2017.     |

## Продукција

### Концепција и развој
Стивен Мофат и Марк Гејтис, обојица љубитељи Шерлока Холмса с искуством адаптирања или коришћења викторијске књижевности за телевизију, развили су концепт серије. Мофат је раније адаптирао Чудновати случај доктора Џекила и господина Хајда за серију из 2007, Џекил, док је Гејтис написао сценарио за Дикенсову епизоду Доктор Хуа под називом „The Unquiet Dead”. Мофат и Гејтис, обојица сценаристи серије Доктор Ху, расправљали су о плановима адаптације лика Шерлока Холмса током многобројних путовања возом у Кардиф, гдје је смјештена продукција серије Доктор Ху. Док су присуствовали додјели награда у Монте Карлу, Мофатова супруга Су Вирчу, подстакла их је да сами почну с пројектом прије него што их предухитри други креативни тим. Мофат и Гејтсу позвали су Стивена Томпсона да пише сценарије за серију у септембру 2008.
Гејтис је критиковао разне модерне адаптације Дојлових прича наводећи да су „сувише смјерне и преспоре” циљајући да не поштују канон дјела у толикој размјери као што су то чинили филмови из 1930-их и 1940-их са Бејзилом Ратбоном који су користили тада модерну међуратну еру. Камбербачов Шерлок користи модерну технологију: шаље SMS-ове, користи интернет, GPS као и друге технолошке ствари како би ријешио разне случајеве. Пол Мекгвиган, који је режирао двије епизоде Шерлока, каже да овај приступ задржава елементе Холмсовог лика говорећи да би се „у књигама користио свим могућим и да би увијек радио експерименте у лабораторији. Ово је само модерна верзија тога. Користиће се свим могућим данашњим алатима како би разријешио непознато”.
Модерна верзија задржала је неке традиционалне елементе приче, попут адресе у улици Бејкер и Холмсовог противника Моријартија. Иако су догађаји пренесени у садашњицу, неки су елементи укључени у причу. На примјер, Фриманов Вотсон враћа се из војне службе у Авганистану. Говорећи о чињеници да се оригинални Вотсон кући вратио рањен у Другом англо-авганистанском рату (1878–1880), Гејтис је схватио да је „то исти рат, помислих. Исти непобиједљиви рат”.
Шерлок је најављен као једносатних драмска продукција на Међународном ТВ фестивалу у Единбургу у августу 2008, те је емитовање било планирано за половину или крај 2009. Планирано је да се сними шест једносатних епизода у случају да пилот епизода буде успјешна. Прва верзија пилота (која је према извјештају Гардијана коштала близу 800.000 фунти) довела је до гласина унутар Би-Би-Сија да би Шерлок могао бити катастрофа. Би-Би-Си је одлучио да не прикаже пилот епизоду, већ су затражили да се пилот епизода поново сними и да буду три епизоде у трајању од 90 минута. Оригинална пилот епизода се налази на DVD издању прве сезоне. Креативни тим је, у аудиокоментару, рекао да је Би-Би-Си био „веома задовољан” с пилот епизодом, али су затражили промјену формата. Након што је објављена на DVD-у, критичар Марк Ловсон примијетио је да је епизода „значајно проширена, поново написана и потпуно прерађена у погледу изгледа, темпа и звука”. У јулу 2009, Би-Би-Сијев драмски одјел објавио је планове за три епизоде у трајању од 90 минута које су приказане 2010. Мофат је раније изјавио да ће Гејтис преузети дужности извршног продуцента Шерлока како би се могао фокусирати на продукцију серије Доктор Ху, ако Шерлок буде наручен.

### Глумци и ликови
Мофат и Верчу су се заинтересовали за Камбербача кад су видјели његову изведбу у филму Покајање из 2007. Камбербач је добио улогу након што је прочитао сценарио пред креативним тимом. Гардијан је за Камбербача написао да „има репутацију да врло добро тумачи чуде и бриљантне мушкарце, те је његов Холмс хладан, технолошки и благо асперберски”. Камбербач је рекао: „Добијете некакав подстицај кад тумачите улогу због количине ријечи које изговара и брзине мисли–заиста морате брзо повезивати ствари. На корак је испред публике и свих људи с обичним интелектом око себе. Не могу знати куд ће га закључци одвести”. Шеф драмског одјела Би-Би-Сија Велс, Пирс Вегнер, описао је Шерлока као „динамичног суперхероја садашњице, арогантног, генијалног детектива гоњеним жељом да докаже да је паметнији од криминалаца и полиције–у ствари, од свакога.” Имајући у обзир промјене у друштвеним ставовима и правилима приказивања на телевизији, Камбербачев Холмс замијенио је лулу с неколико никотинских фластера. Сценаристи су сматрали да Шерлок не би требало да прича попут „сасвим модерне особе”, рекао је Мофат, али су у почетку намјеравали да „никад не звучи као да држи предавање”. Мофат је у другој сезона лик учинио „више викторијским”, ослањајући се на Камбербачов „прекрасан глас” како би дјеловало да „држи предавање”.
У интервјуу за The Observer, ко-креатор Марк Гејтис рекао је да им је било теже наћи правог глумца за улогу др Вотсона него за самог Шерлока. Су Вирчу је рекла: „Бенедикт је био једина особа коју смо видјели у улози Шерлока… Кад смо успјели добити Бенедикта у улози Шерлока, преостало је само пронаћи праву особу која се слаже с њим у улози Вотсона–мислим да се то одмах видим чим су заједно у истој просторији, види се да добро дјелују заједно”. Улогу је на крају добио Мартин Фриман, након што је неколико глумаца дошло на аудицију за улогу Вотсона. Мофат је изјавио да је Мет Смит био први кандидат којег су одбили на аудицији. Одбијен је зато што је био превише „несређен”, а продуценти су хтјели да Вотсона тумачи неко „нормалнији”. Недуго након аудиције, Мофат је Смита одабрао за улогу 11. Доктора у серији Доктор Ху.
Сценаристи су рекли да је одабир Фримана утицао на начин на који је Камбербач глуми Холмса. Гејтису и Мофату била је привлачна тема пријатељства. Гејтис је истакао важност постизања правог тона за лика. „Ватсон није идиот, иако је тачно да га је Дојл увијек исмијавао,” рекао је Гејтис. „Међутим, једино идиот би се окружио другим идиотима”. Мофат је изјавио да је Фриман „заправо потпуна супротност Бенедикту у свему осим у таленту… Мартин може пронаћи неку врсту поезију и обичном човјеку. Волим истанчани реализам у свему што ради.” Фриман свој лик описује као Шерлоков „морални компас” јер сам Шерлок ријетко кад размишља о моралности и етичности својих поступака.
Улогу детектива инспектора Грега Ластрада добио је Руперт Грејвс. Током развоја серије, сценаристи су лика називали „инспектор Лестрад” све док Гејтис није схватио да би његова титула у савременој Енглеској требало да буде „детектив инспектор”. Мофат и Гејтис истакли су да се Лестрад често не појављује у причама о Шерлоку Холмсу и да је приказан прилично недосљедно. Одлучили су се за верзију лика из „Шест Наполеона” у којој се Лестрад појављује као човјек који је фрустриран Холмсом али му се диви и кога Холмс сматра најбољом особом у Скотланд јарду. На аудицијама је неколико кандидата лику покушало додати комичан стил, међутим, креативни тим се одлучио за Грејвса због озбиљност коју је приказао на аудицији. У „Баскервилским псима”, открива се да му је име Грег.
Андру Скот први пут се појављује у улози Џима Моријартија у епизоди „Велика игра”. Мофат је рекао: „Од самог почетка смо знали да желимо имати Моријартија. Моријарти је иначе досадан али и отмјен негативан, па смо хтјели некога ко је заиста застрашујући. Некога ко је апсолутни луђак.” Мофат и Гејтис из прва нису хтјели да се Моријарти и Холмс суоче у ове три епизоде, али су схватили да су то „једноставно морали. Морали смо урадити верзију сцене из „Посљедњег проблема” у којој се два вјечита непријатеља суочавају.”
Остатак глумачке екипе чине Уна Стабс (која је Камбербача знала откад је имао свега четири године јер је радила с његовом мајком Вандом Вентам) која тумачи улогу гђе Хадсон и ко-креатор серије Марк Гејтис који тумачи улогу Мајкрофта Холмса. Винет Робинсон глуми наредницу Сели Донован, Џонатан Арис глуми форензичара Филипа Андрерсона а Луиз Брили глуми патологињу Моли Хупер.
Фриманова партнерка Аманда Абингтон тумачи улогу Вотсонове дјевојке и на крају и супруге Мери Морстан. Камбербачови родитељи Венда Вентам и Тимоти Карлтон, појављују се у трећој сезони као Шерлокови и Мајкрофтови родитељи.
Од гостујућих улога појављују се Фил Дејвис као Џеферсон Хоуп, Пол Шекуер као детектив инспектор Димок, Зои Телфор као Сара, Џема Чан као Су Лин Јао, Џон Сешнс као Кени Принс, Хејден Гвејн као госпођица Венслас, Дебора Мур као једна од Моријартијевих жртви и Питер Дејвисон као наратор у плантаријуму. У „Скандалу у Белгравији” гостује Лара Пулвер као Ирена Едлер, док у „Баскервилским псима” гостује Расел Тови као Хенри Најт. У посљедњој епизоди друге сезоне, улогу Руфуса Брула тумачи Едвард Холтом, док Кетрин Паркинсон тумачи улогу новинарке Кити Рајли. У премијерној епизоди треће сезоне, појављује је илузиониста Дерен Браун.

## Сценографија и снимање
Серију за Би-Би-Си Велс продуцирала је компанија Hartswood Films, док је Би-Би-Си свјетски сервис такође финансирао копродукцију. Амерички јавни емитер Пи-Би-Ес такође је копродуцирао серију за програм Masterpiece Mystery! компаније WGBH-TV. Сценарио за прву епизоду написао је Стивен Мофат, док ју је режирао Коуки Гедроич. Снимање је започето у јануару 2009. Производња првог сета од три епизоде започета је идућег јануара (2010). Прву и трећу епизоду режирао је Пол Мекгвиган, док је друго епизоду режирао Ејрос Лин. Ове три епизоде снимљене су обрнутим редослиједом у односу на њихово емитовање.
Гејтис је изјавио да су хтјели „фетишизирати модерни Лондон на исти начин на који је оригинална верзија фетишизирала викторијански Лондон”. Продукција је смјештена у продукцијској јединици Hartswood Films West компаније Hartswood Films у Кардифу, која је отворена крајем 2009. како би се искористило „драмско село” које је Би-Би-Си планирао направити у Кардифском заливу. Баш као и продукција Доктор Хуа, продукција првих двију сезона била је базирана у студију Upper Boat Studios. Кардиф је био економичнији избор за снимање од Лондона, те је имао добре замјене за кадрове дијелова града. Међутим, није било могуће имитирати сву архитектуру, па је било неопходно снимање на локацијама главног града Уједињеног Краљевства. Улица 187 North Gower послужила је за кадрове улице Бејкер 221б – улица Бејкер није била практична за снимање због густог саобраћаја и садржавала је много ствари с натписом „Шерлок Холмс”, што је требало бити сакривено. Извршна продуцентица Берил Вирчу објаснила је да је било неопходно дизајнирати Холмсов стан у савременом духу, а ипак пренијети његову необичност. Изјавила је да Холмс не би живио у нечем „превише урбаном” или „превише модерном”.
Добитник награде BAFTA Cymru, костимограф Реј Холман, дизајнирао је костиме за прву епизоду. Камбербач у серији носи Белстафов капут вриједан 1.000 фунти. Сара Артур, костимографкиња серије, објаснила је како је успјела постићи овај изглед детектива: „Холмс не би био заинтересован у моду, па сам се одлучила за класичне капуте с модерним обртом: хлаче уских ногавица и припијена јакна са два дугмета. За акцијске сцене сам се одлучила за припијене мајице и балонер који одлично изгледају у односу на панораму Лондона.”
Сценаристи су изјавили да нису хтјели да форсирају модерност у приче. Постојало је и неколико креативних изазова, попут одлуке да се на Холмсова врата стави знак „221б”. Гејтис и Мофат мислили су да би у модерном свијету на вратима само писао број куће и да би сваки стан имао звоно. Пошто је цијели кућни број толико иконски, сматрали су да га нису могли промијенити. Сценаристи су такође одлучили да ће главни ликови ословљавати један другог са „Шерлок” и „Џон” умјесто традиционалног ословљавања са „Холмс” и „Вотсон”. Ово се одражава и у наслову саме серије. Режисер Пол Мекгвиган досјетио се да се SMS поруке стављају на екран умјесто да се користе кадрови с руком у којој је телефон.
Приликом продуцирања друге сезоне, дошло је до потешкоћа у координацији распореда главних глумаца и Мофата и Гејтиса. Камбербач и Фриман радили су на филму Хобит: Неочекивано путовање док је Мофат наставио да ради као главни сценариста серије Доктор Ху. Као одговор на тијесан распоред, новине Гардијан објавиле су да ће ова сезона „садржавати прераде трију Дојлових најпрепознатљивијих прича”. Гејтис је изјавио да је постојала идеја да се ове приче продуцирају у периоду од три године, али је Мофат објаснио да су морали одбацити „одгођени ужитак”. Холмсов и Вотсонов однос развили су се током друге сезоне; Вотсон је све мање импресиониран Холмсовим дедуктивним способностима, те је Вотсон био главни детектив у другој епизоди имена „Баскервилски пси”. Након позитивне реакције публике и критичара након прве сезоне, глумачка и продукцијска екипа била је самопоузданија приликом продукције друге сезоне.
Четврта сезона серије наручена је 2. јула 2014. године. Нове три епизоде су снимљене почетком 2016. након посебне дугометражне божићне епизоде чија је продукција почела у јануару 2015. године

### Музика
Дејвид Арнолд и Мајкл Прајс компоновали су насловну тему и сценску музику. Арнолд је објаснио да су Прајс и он сарађивали с продуцентима „како би смислили средишњу тему и лик” за серију, те су на послијетку смислили „дефинирајући звук серије”. Поједине композиције рађене су помоћу синтисајзера, али су стварни извођачи снимили композиције за оне које се користиле у серији како би се, како то Арнолд наводи, „унио живот у музику”. Прајс је такође коментирао да музичари могу прилагодити своје извођење појединих композиција одговарајући на исјечке из серије.